# Bataille de l'Ad Decimum
Guerre des Vandales
Batailles
Bataille de l'Ad Decimum - Bataille de Tricaméron
La bataille de l'Ad Decimum oppose le 13 septembre 533 l'armée vandale de Gélimer et l'armée byzantine de Bélisaire. Cette bataille et les événements de l'année qui ont suivi (parfois appelés seconde bataille de Carthage) marquent traditionnellement le commencement de la fin pour les Vandales et le début de la reconquête occidentale de l'empereur Justinien.

## Campagne
À l’instigation de l’empereur Justinien, la Sardaigne avait échappé à la domination des Vandales, et la Tripolitaine avait fait de même. Le roi vandale Gélimer différait la reconquête de la Tripolitaine à cause de son éloignement et préféra ramener l’île rebelle sous son autorité. À cet effet, il expédia un corps d’armée fort de 5 000 hommes sous le commandement de son frère Tzazon. Par ailleurs, plusieurs régiments de cavalerie vandale surveillaient les monts Aurès sur les marches du Royaume. Certaines de ces unités étaient les meilleures du royaume.
Profitant de l'absence de la flotte vandale, occupée à reconquérir la Sardaigne, Bélisaire avait débarqué en Afrique après trois mois de navigation, avec 10 000 hommes d'infanterie, soit deux légions, et 5 000 cavaliers, en partie romains et en partie mercenaires barbares hérules et huns. Les deux légions regroupaient chacune 5 000 fantassins d'élite. La flotte byzantine était montée par près de 20 000 marins. Surpris par cette nouvelle, Gélimer avait abandonné Carthage et ordonné la levée de nouvelles troupes milices urbaines.
L'Ad Decimum (en latin, la poste des Dix milles) est un simple repère sur la côte méditerranéenne à dix miles au sud de Carthage. Gélimer approche de la ville avec environ 11 000 guerriers, recrutés à la hâte, et qui ne sont même pas des troupes d’élite, face à l'armée de Bélisaire, comprenant environ 17 000 hommes, établie sur une forte position sur la route de Carthage, près de l'Ad Decimum.

## Déroulement

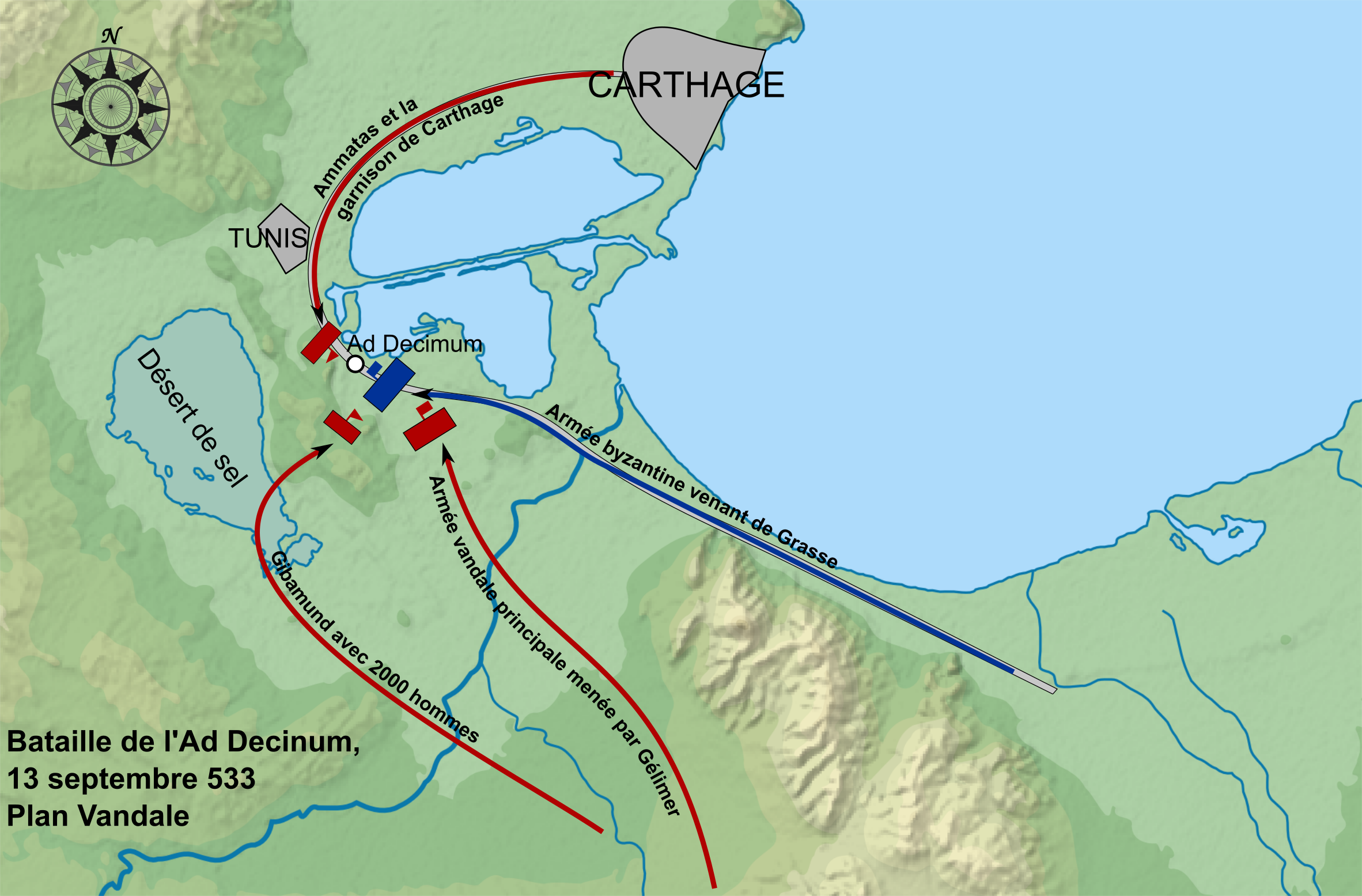
Le plan d'attaque vandale.

Manquant de soldats de métier, Gélimer élabore un plan d'attaque qui lui permettra, avec moins de troupes, de tenir contre un adversaire supérieur en nombre. Il choisit le défilé de l'Ad Decimum, un étroit passage dans les montagnes de l'Atlas. Il divise ses forces en trois corps d'armée. Il envoie 2 000 hommes, commandés par son neveu Gibamond, pour déborder l'armée de Bélisaire, qui avance en colonnes le long de la route. Un autre corps, également de 2 000 hommes, commandé par le frère de Gélimer, Ammatas, tient le défilé près de l'Ad Decimum. Selon le plan vandale, les 7 000 hommes de Gélimer devaient se rabattre sur le flanc romain comme une masse d'arme et couper toute retraite.
Le plan tel qu'il était conçu était de qualité, s'il avait trouvé des mains expertes pour le réaliser. Mais la mission de Gibamond échoue, son corps de 2 000 hommes étant impuissant face aux troupes romano-hunniques qui le dispersent ; Gibamond est tué dans la bataille. Ammatas échoue aussi face à l'avant-garde byzantine commandée par Jean l'Arménien, et ne réussit pas à conserver le défilé. Lui aussi est tué dans la bataille. Ses hommes sont poursuivis par les Romains jusqu'aux portes de Carthage.
Ignorant la défaite simultanée d'Ammatas et de Gibamond, le corps principal de bataille commandé directement par le roi Gélimer continuait toujours son mouvement offensif pour affronter le gros des forces de Bélisaire, le long de la route principale. La cavalerie de Bélisaire, quoique plus nombreuse que la cavalerie vandale, est surpassée, les cavaliers vandales étant bien supérieurs au combat. Les cavaliers auxiliaires fédérés sont mis en déroute, après quoi un autre corps de cavalerie, formé de 800 gardes byzantins sous Uliaris, est repoussé. Il semble alors que les Vandales peuvent gagner la bataille.
Mais quand Gélimer parvient à la position d'Ammatas et découvre que son frère est mort, il est bouleversé et ne peut donner l'ordre de l'assaut. Il aurait ainsi pu détruire les restes de l'armée romaine désorientée et aurait taillé en pièces les éléments huns et romains partis vers Carthage après avoir battu Ammatas et Gibamond. Au lieu de ça, les hommes baissent leur garde pendant que Gélimer enterre son frère sur le champ de bataille.
Profitant du répit et de sa supériorité numérique, Bélisaire regroupe ses forces au sud de l'Ad Decimum et lance une contre-attaque, qui repousse les Vandales et les vainc. Gélimer ordonne à son armée d'amorcer la retraite non vers Carthage, mais vers la Numidie, où il peut compter sur le secours de ses alliés berbères. Il installe son camp dans la plaine de Bulla Regia.

## Conséquences
Bélisaire campe près du champ de bataille, ne voulant pas s'établir à proximité de la ville de nuit. Le lendemain, il marche sur la ville, interdisant de tuer ou de réduire en esclavage les habitants de Carthage, désormais citoyens romains. Il trouve les portes de la ville ouvertes, et son armée est bien accueillie. Bélisaire se rend au palais royal et s'assoit sur le trône du roi vandale.
Il relève les fortifications de la ville et établit sa flotte dans le lac de Tunis, à huit kilomètres au sud de Carthage.
Les Vandales sont définitivement vaincus après la bataille de Tricamarum, le 15 décembre.